# 나이트릴

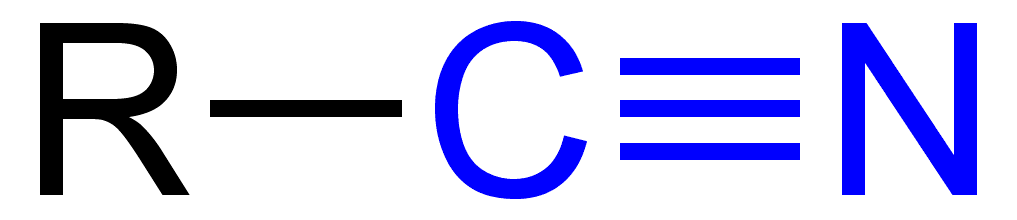
나이트릴의 구조. 작용기는 파란색으로 강조되어 있다.

나이트릴(영어: nitrile)은 −C≡N 작용기를 가지고 있는 모든 유기 화합물을 지칭한다. 접두사 "사이아노-"는 산업 문헌에서 "나이트릴"이라는 용어와 같은 의미로 사용된다. 나이트릴은 순간 접착제에 사용되는 메틸 사이아노아크릴레이트와 라텍스가 없는 실험용 장갑 및 의료용 장갑에 사용되는 나이트릴 함유 중합체인 나이트릴 고무를 비롯한 많은 유용한 화합물에서 발견된다.

## 같이 보기
- 사이아노카본